# Вертикальна з'єднувальна зйомка
Зйо́мка вертика́льна з'є́днувальна (рос. съемка вертикальная соединительная, англ. vertical instrumental survey; нім. vertikal (seiger) Verbindungsaufnahme f des Grubengebäudes) — комплекс маркшейдерських вимірювальних та обчислювальних операцій, який пов'язує в єдину систему висот пункти на земній поверхні і в підземних гірничих виробках; виконується через вертикальні, похилі та горизонтальні гірничі виробки.
Зйомка вертикальна з'єднувальна (інакше — передача висотної відмітки) через вертикальний ствол виконується за допомогою спеціальної довгої стрічки або спеціального приладу — довжиноміра; через горизонтальні виробки — способом геометричного нівелювання, через похилі (при кутах нахилу понад 8°) — способом тригонометричного нівелювання. В результаті цих робіт маркшейдерські пункти або репери одержують висотні відмітки (позначки).